# Daegu

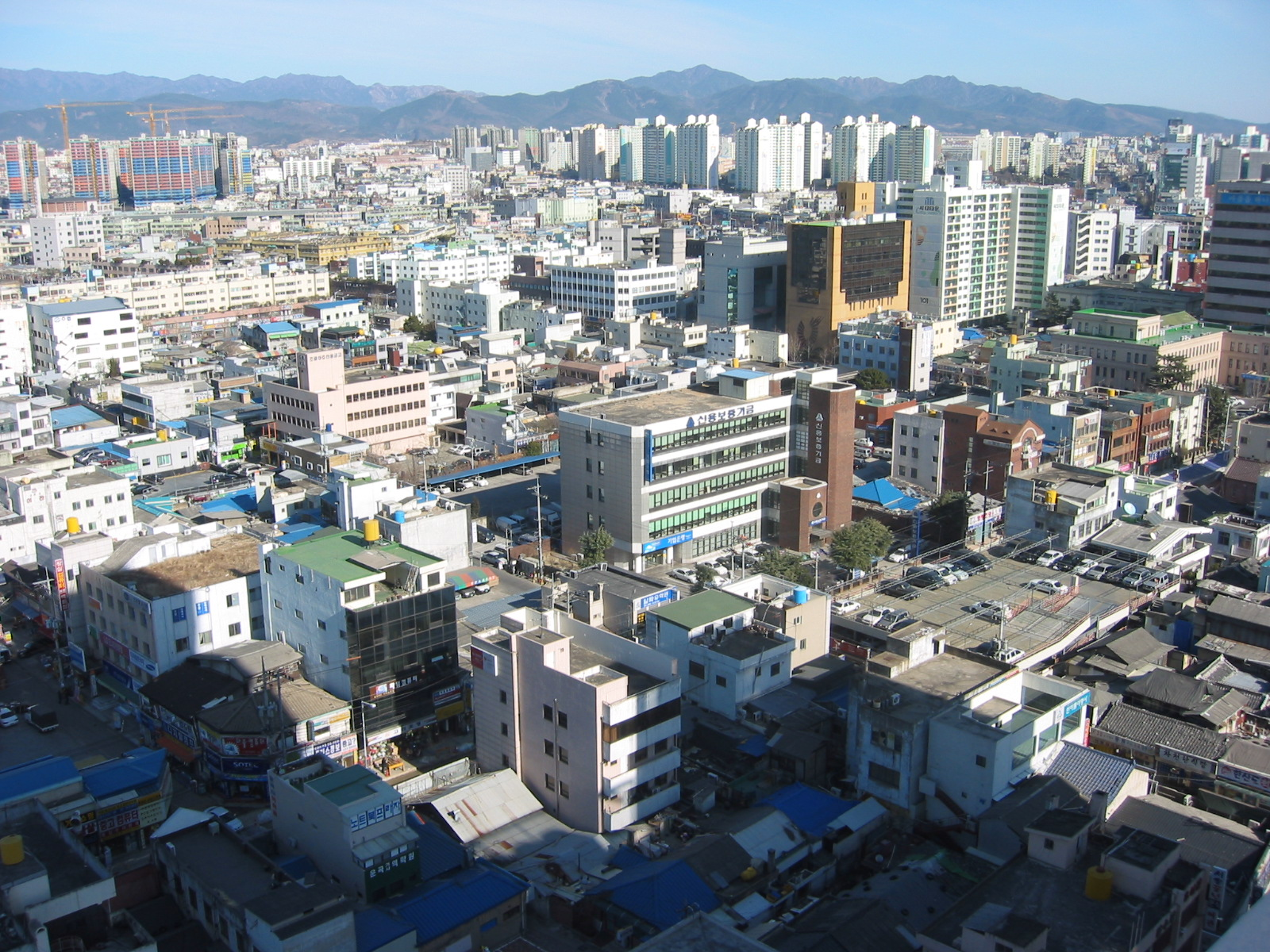
Centrum van Daegu

Daegu is de op drie na grootste stad van Zuid-Korea met circa 2,5 miljoen inwoners. Er zijn vijf universiteiten in Daegu.

## Geschiedenis
Daegu was van 1392 tot 1896 de hoofdstad van de oude provincie Gyeongsang en sinds 1896 van Noord-Gyeongsang, toen de provincie in een zuidelijk en noordelijk deel werd opgedeeld.
Op 18 februari 2003 stichtte een geestelijk gestoorde man brand in een wagon van de ondergrondse van Daegu bij station Chungang-ro. Het vuur en de rook doodden 200 mensen. Dit incident was een van de ergste sinds de Koreaanse Oorlog.

## Industrie
De belangrijkste industrie in Daegu is de textiel. Daarnaast is er veel metaalindustrie en machinebouw.
De textielindustrie heeft te lijden onder de opkomende concurrentie met China. Door het sluiten van vele vooral grotere weverijen is de werkloosheid in Daegu vrij groot.
De appels uit Daegu zijn een begrip in Oost-Azië.
Daegu is ook het centrum voor kruiden met een medicinale werking in Zuid-Korea.

## Partnersteden
- Almaty (Kazachstan)
- Montréal (Canada)
- Plovdiv (Bulgarije)

## Geboren in Daegu
- Roh Tae-woo (1932-2021), president van Zuid-Korea (1988-1993)
- Jaegwon Kim (1934-2019), Koreaans-Amerikaans filosoof
- Park Geun-hye (1952), president van Zuid-Korea (2013-2017)
- Bong Joon-ho (1969), filmregisseur, scenarist
- Chang Hye-jin (1987), boogschutster
- Jin Sun-yu (1988), shorttrackster
- Min Yoon-gi (1993), rapper in BTS
- Kim Tae-hyung (1995), zanger in BTS
- Lim Hyo-jun (1996), shorttracker

## Sport
Daegu was gastheer tijdens het wereldkampioenschap voetbal in 2002; daarvoor werd het Daegu Blue Arc Stadion gebouwd. Dit is tevens de thuisbasis van Daegu FC, een voetbalclub die uitkomt in de K-League en het stadion waarin jaarlijks de Colorful Daegu Pre-Championships Meeting, onderdeel van de IAAF World Challenge gehouden. In 2003 was Daegu gastheer voor de Universiade (spelen voor studenten). In 2011 was Daegu het toneel van het 13e wereldkampioenschap atletiek. Jaarlijks vindt een internationale marathon plaats. (Marathon van Daegu).

## Bezienswaardigheden
Daegu heeft een pretpark, Woobang Tower Land (우방타워랜드) genaamd. Een bezoek waard is het boeddhistische tempelcomplex Donghwasa.

Beeld in Donghwasa
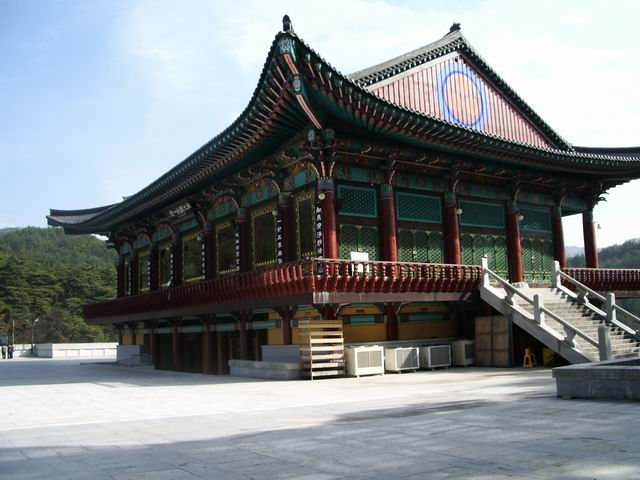
Een van de tempels uit het complex van Donghwasa

## Hapkido
Door veel beoefenaren van de Zuid-Koreaanse vechtkunst hapkido wordt Daegu gezien als de geboortestad van hun vechtkunst. Het was Choi Yong-sul die vanuit Daegu begon met de verbreiding van deze Koreaanse vechtkunst.